# زیردریایی یو-۴۷۱
زیردریایی یو-۴۷۱ (به انگلیسی: German submarine U-471) یک زیردریایی بود که طول آن ۶۷٫۱ متر (۲۲۰ فوت ۲ اینچ) بود. این زیردریایی در سال ۱۹۴۳ ساخته شد.